# 石嘴子遗址
石嘴子遗址，位于中国河北省张家口市石嘴子村，为张家口市崇礼县的一个省级文物保护单位，类型为古遗址，公布时间为1993年7月15日。
石嘴子遗址的历史年代为新石器时代。